# Щекавицький провулок
Щекави́цький провулок — зниклий провулок, що існував у Подільському районі міста Києва, місцевість Поділ. Пролягав від Межигірської вулиці (приблизно від будинку № 36) до Введенської вулиці (на той час — вулиця Ратманського, поблизу будинку № 34).

## Історія
Провулок виник у 1-й половині XIX століття під назвою Брюханівський. Назву Щекавицький провулок набув 1952 року.
Ліквідований у 1970-ті роки у зв'язку з частковою зміною забудови.